# Olejotisk

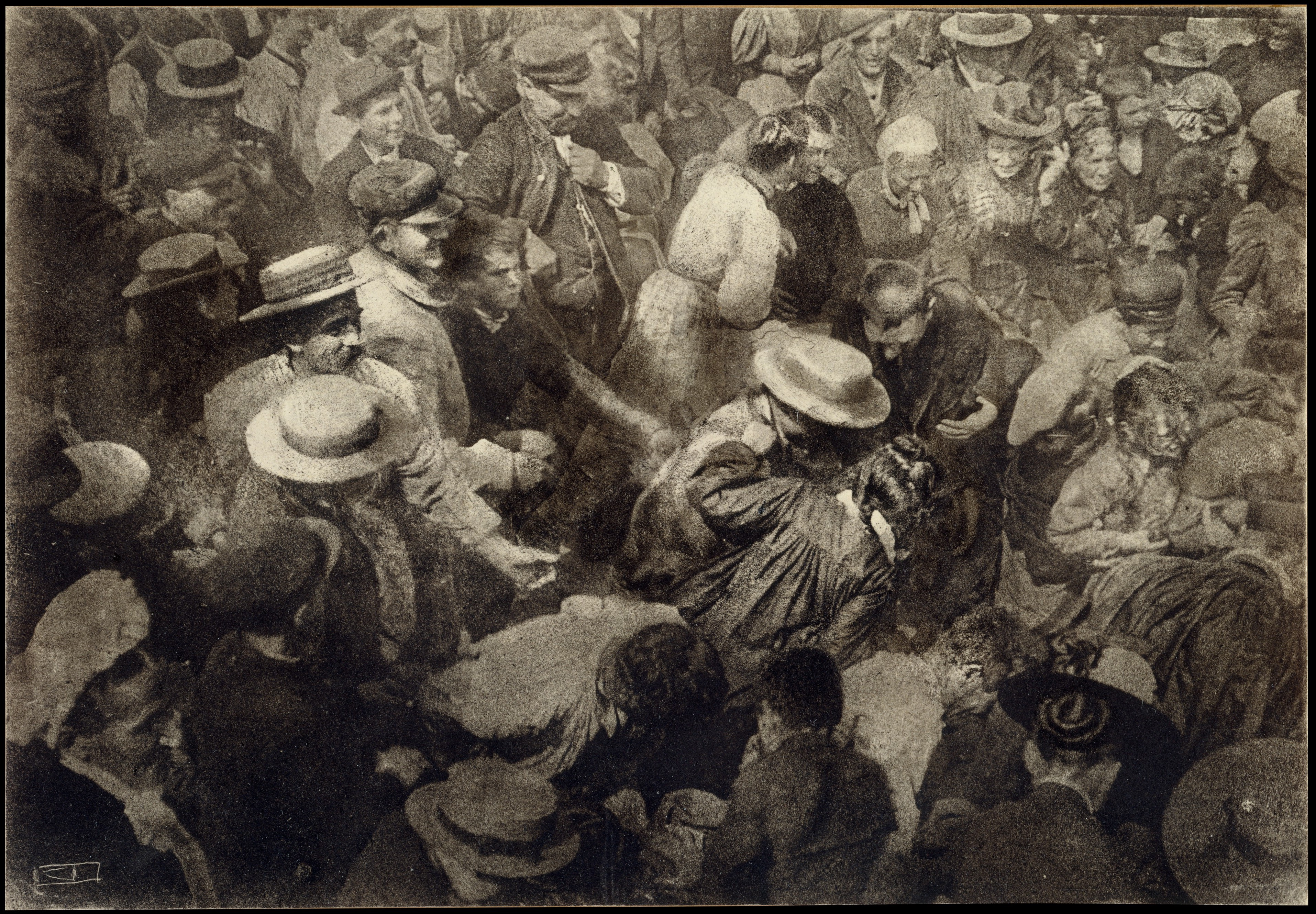
Robert Demachy,, 1910 (olejotisk)

Olejotisk (olejový tisk, anglicky oil print, německy Öldruck) patří mezi nejrozšířenější techniku ušlechtilých fotografických tisků ještě společně s gumotiskem, bromolejotiskem, uhlotiskem a carbrem. Název procesu je odvozen od toho, že barvení obrazu se provádělo mastnou tiskařskou černí nebo olejovou barvou. Jinými slovy je to „umělecká fotografie“ založená na užití chromované klihoviny. Vynalezl jej G. E. H. Rawlins v roce 1904 a ve své době nahradil gumotisk.

## Princip
Je založen na vlastnostech chromované želatiny. V principu je obdobou průmyslového světlotisku, využívá citlivosti dvojchromanových solí ke světlu a utvrzování želatiny produkty fotolytického rozkladu těchto solí. Základem pro tuto techniku byl přenášecí olejotiskový papír se silnou vrstvou želatiny. Papír se musel zcitlivovat sensibilizační lázní potíráním papíru chromovým roztokem speciálně upraveným štětcem po celé ploše stejnoměrně. Pak se papír usušil, napnul v temné komoře do kopírovacího rámu pod negativ a kopírovalo se na denním světle. Po nakopírování se vypral ve studené vodě aby se odstranil chrom, po uschnutí ještě v teplé vodě. Po odstranění přebytečné vody nastalo vlastní vyvolávání obrazu na vlhký papír mastnou tiskařskou černí, která se nanášela lehkými pohyby speciálním šikmo seříznutým štětcem. Vyvýšená místa želatinového reliéfu barvu odpuzovala, vyhloubená místa přijímala.
V dobách olejotisku a bromolejotisku vyvrcholil secesní piktorialismus a fotografický impresionismus.